# Proszek do prania

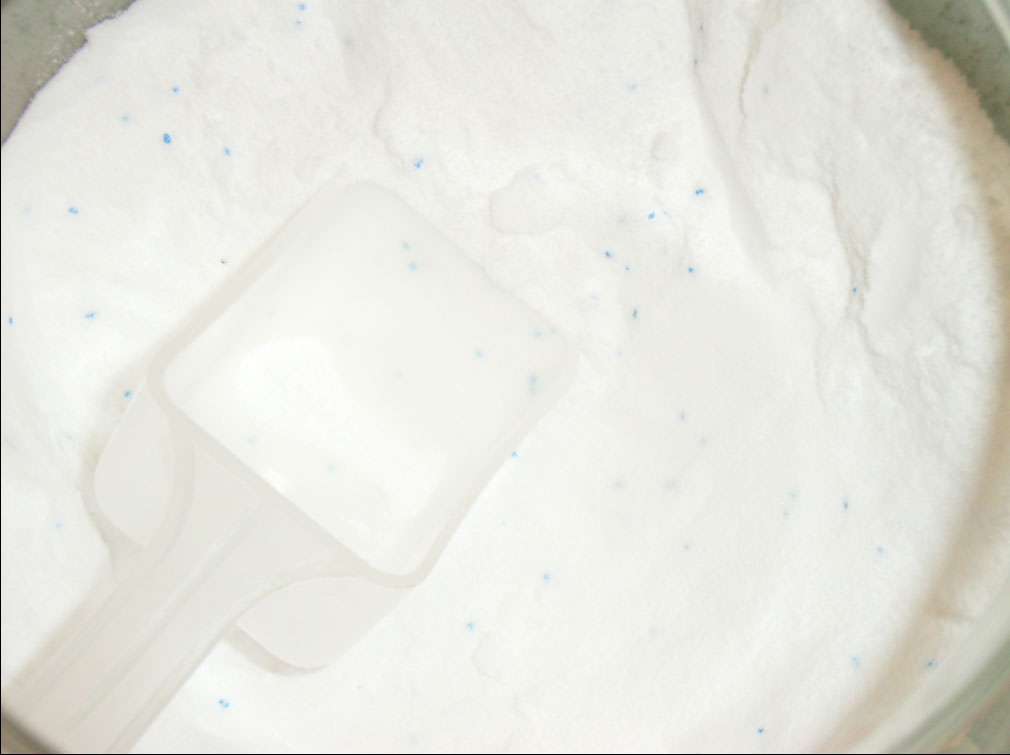
Proszek do prania

Proszek do prania – mieszanina rozdrobnionych substancji, służąca do usuwania zanieczyszczeń z ubrań. Proszek do prania zawiera związki powierzchniowo czynne, związki zmiękczające wodę (zob. twardość wody), enzymy oraz środki wybielające. Istnieją różne typy proszków do prania: proszek do odzieży kolorowej, białej i proszki wybielająco-odplamiające np. TAED.